# Toy Collection
Toy Collection – singel pochodzącej z Gruzji brytyjskiej piosenkarki Katie Melua. Utwór ten został napisany przez Katie specjalnie dla filmu realizowanego przez Myspace pt. Faintheart.

## Lista utworów
1. Toy Collection – 3:13
2. Keep The Home Fires Burning – 3:28
3. I'd Be Nowhere Without You – 3:41